# Die Piraten der Ostseebäder
Die Piraten der Ostseebäder ist eine deutsche Stummfilmkrimikomödie von und mit Valy Arnheim in der Rolle des Detektivs Harry Hill. Es war der letzte Fall Hills.

## Handlung
Die titelgebenden „Piraten der Ostseebäder“ sind ausgefuchste Diebe, die die Strandhotels und Villen der Gegend unsicher machen. In Swinemünde hat sich Spürnase Harry Hill einquartiert, um dem gewieftesten Langfinger das Handwerk zu legen. Dass er ausgerechnet auf eine elegante und schlaue junge Frau trifft, überrascht ihn dann doch. Nach allerlei amüsanten Wendungen gelingt es ihm doch, die international agierende Ganovin dingfest zu machen.

## Produktionsleitung
Gedreht vom 15. September bis zum 24. Oktober 1926 im Berliner Efa-Atelier, lag der Film am 26. Oktober d. J. der Reichsfilmzensur Berlin zur Prüfung vor und erhielt unter der Nummer B.14008 seine Zulassung.
Vorangekündigt im Kinematograph Nr. 1027 (1926)
erlebte „Die Piraten der Ostseebäder“ seine Premiere am 7. Januar 1927 im Kristallpalast  der Hauptstadt. Die Länge des mit Jugendverbot belegten Sechsakters betrug 2159 Meter.
Willi A. Herrmann gestaltete die Filmbauten, Paul Morgan die Zwischentitel.

## Aufführung
“Die Piraten der Ostseebäder” lief am 15. März 1927 in Dresden in den Zentrum-Lichtspielen, Seestraße 13.

## Kritik
Das Salzburger Volksblatt fand wenig gute Worte für das Serienprodukt: „Die Handlung selbst bewegt sich auf ziemlich primitivem Niveau; die Situationen, die von dem Meisterdetektiv Harry Hill (Herr Arnheim) zu lösen sind, entbehren so ziemlich jeder feineren Pointe. (…)  Die Regie selbst konnte sich anscheinend nicht entschließen, den Lustspielcharakter des Filmes mit Entschiedenheit zu betonen“.